# رینا فوناکی
رینا فوناکی (انگلیسی: Rina Funaki؛ زادهٔ ۱۰ مهٔ ۱۹۹۷) بازیکن فوتبال اهل ژاپن است.